# Y!mobile
Y!mobile是以日本雅虎為其電子資訊產業的品牌名。由日本軟銀集團百分之百投資。公司名為eAccess Ltd.。主要以代工手機販售日本地區。

## 代工廠商列表
- HTC
- Lenovo
- Google
- Huawei

## 產品列表

### Android One
- Android One X2
- Android One S2

### TAB
- TAB4